# Gunārs Astra
Gunārs Astra (ur. 22 października 1931 w Rydze, zm. 6 kwietnia 1988 w Leningradzie) – łotewski dysydent, obrońca praw człowieka. 

## Biogram
Po ukończeniu technikum studiował filologię łotewską w Rydze. W 1961 roku po raz pierwszy aresztowany za działalność antyradziecką i skazany na 15 lat łagru w Mordowii. W 1976 roku podjął pracę jako robotnik w Rydze. 
W 1983 roku ponownie aresztowany za posiadanie "niesłusznej literatury" (m.in. książki "Piecas dienas", publikacji Orwella i Sołżenicyna oraz magnetofonowych nagrań audycji zagranicznych), skazany na siedem lat więzienia. Był jedną z wielu ofiar psychiatrii represyjnej w ZSRR. 
Na krótko przed śmiercią zwolniony, po dwóch miesiącach zmarł w Leningradzie. Jego pogrzeb na Cmentarzu Leśnym w Rydze 19 kwietnia 1988 zgromadził 4 tys. ludzi.